# Sphoeroides sechurae
Sphoeroides sechurae är en fiskart som beskrevs av Hildebrand 1946. Sphoeroides sechurae ingår i släktet Sphoeroides och familjen blåsfiskar. IUCN kategoriserar arten globalt som livskraftig. Inga underarter finns listade i Catalogue of Life.